# Dernell Every
Dernell Every (ur. 18 sierpnia 1906 w Athens, zm. 11 września 1994 w Mount Kisco) – amerykański florecista, brązowy medalista igrzysk olimpijskich.
Na igrzyskach olimpijskich w Amsterdamie w 1928 roku zajął piąte miejsce drużynowo, a indywidualnie odpadł w półfinale. Na rozgrywanych cztery lata później igrzyskach olimpijskich w Los Angeles reprezentacja USA w składzie: George Calnan, Richard Steere, Joseph Levis, Dernell Every, Hugh Alessandroni i Frank Righeimer zdobyła brąz we florecie drużynowym. Indywidualnie ponownie dotarł do półfinału. Brał też udział w igrzyskach olimpijskich w Londynie w 1948 roku, gdzie Amerykanie zajęli czwarte miejsce we florecie drużynowym.
Nie zdobył medalu mistrzostw świata. 
Trzykrotnie zdobywał indywidualne mistrzostwo kraju, a 15 razy zwyciężał w drużynie. W latach 1940–1944 i 1948-1952 był sekretarzem Amerykańskiej Amatorskiej Ligi Szermierki, a w latach 1944-1948 był jej prezydentem.